# Ricardo de Millau
Ricardo de Millau (Millau - 15 de fevereiro de 1121) foi arcebispo de Narbona grande promotor da reforma gregoriana, um membro da família dos Viscondes de Milhau.
Elevado ao posto de cardeal-sacerdote no consistório de 7 de maio de 1078. Foi legado papal na Espanha, entre 1078 e 1079. Tornou-se arcebispo de Narbona a 5 de novembro de 1106.

## Relações familiares
Foi filho de Bernardo de Gévaudan, visconde de Gévaudan e de Sénégonde de Béziers, filha de Guilherme de Béziers, visconde Béziers.
Casou com Irmengarda de Gevaudan (975 - 1033), filha de Estêvão II de Gevaudun (c. 950 - ?) Conde de Gevaudun de 954 a 970 e de Adelaide Branca de Anjou (955 - 1026) com quem teve:
1. Ricardo II de Millau (1000 - 1051), Visconde de Millau e de Rodez casado com Rixende de Narbona filha de Berengário I de Narbona e de Garsenda de Besalú.